# Овчинников, Михей Иванович
Михе́й Ива́нович Овчи́нников (10 августа 1860 — ?) — крестьянин, депутат Государственной думы I созыва от Томской губернии.

## Биография
Крестьянин Бийского уезда Томской губернии. По вероисповеданию православный. Обучался дома, получил начальное образование. Занимался хлебопашеством. Был волостным старшиной; церковный староста, псаломщик. На момент избрания в Думу в никаких партиях не состоял. По политическим убеждениям был близок к «Союзу 17 октября».
31 мая 1906 избран в Государственную думу I созыва от общего состава выборщиков Томского губернского избирательного собрания. Беспартийный.
Дальнейшая судьба и дата смерти неизвестны.